# Степанівська сільська рада (Великобагачанський район)
Степанівська сільська́ ра́да — сільська рада, територія якої відноситься до складу Великобагачанського району Полтавської області, Україна. Центром сільради є село Степанівка. Утворена у 1993 році.
Населення сільради 645 осіб.

## Населені пункти
- село Степанівка
- село Стефанівщина